# Bauzeitenplan
Ein Bauzeitenplan ist ein Werkzeug zur Terminplanung (dort umfangreiche Erläuterungen) und Terminverfolgung eines Bauablaufes. 
Der Bauzeitenplan dient der Koordination und Kontrolle aller verschiedenen (beruflichen/gewerblichen) Tätigkeiten (Gewerke) zur Erreichung eines geordneten, weitestgehend reibungslosen Arbeitens, mit dem Ziel, den vorgesehenen Fertigstellungstermin eines Bauprojektes zu sichern.
Der Bauzeitenplan wird von der Bauleitung, in Abstimmung mit dem Auftraggeber und den erfahrungsgemäßen Erfordernissen, aufgestellt und laufend den sich ergebenden Notwendigkeiten der Ablaufpraxis (Wetter, Ausfälle von Auftragnehmern etc.) entsprechend, angepasst. Bei größeren Bauprojekten werden gewerkeweise untergeordnete Bauzeitenpläne geführt. – Siehe hierzu auch Baukalender.
Beim Anlegen und Fortschreiben des Bauzeitenplans kommt besonders im professionellen Bereich spezielle Software zum Einsatz – vom einfachen Bauzeitenplaner auf Basis einer Tabellenkalkulation bis hin zu komplexen Projektmanagement-Lösungen, die den Bauzeitenplan mit Ressourcen- und Finanzplanung verknüpfen.
Zur Visualisierung der Bauzeiten ist die Darstellung des Bauzeitenplans als Gantt-Diagramm üblich.